# Batalla d'Urizaharra
La batalla d'Urizaharra tingué lloc ente el 20 i el 22 de juny de 1838 a l'actual Urizaharra (Àlaba).

## Antecedents
Aprofitant la sortida del gruix de l'exèrcit carlí en l'Expedició Reial els liberals van poder alliberar el setge de Sant Sebastià L'exèrcit liberal comanat per Baldomero Espartero, compost per les dues divisions de Ribero i Buerens, de tres brigades cadascuna, Bravo del Ribero i tenint cadascuna d'aquests tres batallons, es posà en marxa, després de batre i treure en Balmaseda de la serra de Burgos, vers Urizaharra, amb l'objecte d'atreure els carlins a una batalla i conquerir una plaça tan important.

## Batalla
A més dels 18 batallons d'infanteria Espartero portava tres companyies d'enginyers, quatre esquadrons d'hússars, tres bateries d'obusos de 12 amb sis peces per bateria, una de coets a la Congreve, una altra de carril estret, i el tren de batre compost de tres canons de 24, quatre de 16, dos morters de 10 i dos obusos de 7. Amb racions per a tres dies, per manca de major nombre de transports, el 18 de juny de 1838 pernoctà a Treviño i la venta d'Armentia.
Aquell mateix dia havia arribat Juan Antonio Guergué, avisat oportunament, des de la vall d'Etxauri i Urizaharra, portant un reforç de quatre batallons. A l'albada del 19, Espartero prosseguí el moviment no trobant enemics fins a ocupar l'altura de Larrea, on es travà un combat d'avantguardes sostingut quasi exclusivament per les forces del coronel Martín Zurbano, reforçat més tard per l'escorta del general i la brigada de la Guàrdia reial d'infanteria que marxava al cap.
El combat no es generalitzà perquè no convenia a Espartero, ja que el seu exèrcit, formant una llarguíssima columna amb més de 300 carros, encara no s'havia concentrat, i com que no hi va haver mitjà d'aconseguir-ho fins a les cinc de la tarda, es replegà al lloc designat per acampar. Els carlins seguiren molestant amb foc de fusell i de canó, els quals trets eren tan encertats que una granada caigué i rebentà prop del quarter general, sense causar greus danys. Com que les forces liberals tenien ordes de no contestar, els carlins s'envalentiren davant el silenci, i a les onze de la nit, arribaren provocadors, fins al mateix campament, sent refusats pel foc de la línia avançada de sentinelles. En aquell moment tingué lloc un esdeveniment que restà a punt de causar greus danys a l'exèrcit liberal.
Davant el sobtat atac dels carlins, s'espantaren els cavalls, que començaren a córrer desordenats en totes direccions, atropellant les masses, que feren foc creient que es tractava de la cavalleria enemiga. Posà fi al desconcert la feliç idea de Zabala, coronel dels hússars, que menà tocar els clarins, al son dels quals, tant conegut dels cavalls aquest s'anaren calmant i recollint-se. Tot això no fou obstacle perquè durant la nit s'anessin construint bateries per a set peces de focs directes.
Començà el foc de canó el matí del dia 20, contra el fort exterior o castell d'Ulizarra, i veient els impacients la lentitud amb què s'anava obrint forat, decidiren Espartero a intentar l'assalt. Mentre es preparava la columna, els carlins destacaren forces de la plaça que intentaren aproximar-se al castell, i que foren refusades amb pèrdues per la columna de Zurbano i la divisió de la Guàrdia reial, ajudada per la cavalleria. Per fi s'aconseguí de vèncer la resistència del castell, però restava encara per conquerir la plaça, i contra ella es dirigí l'atac. En veure Espartero l'enèrgica resolució dels seus defensors, que no volgueren admetre cap mena de parlament, decidí suspendre l'atac, mentre Zurbano marxava el dia 21 a cercar el comboi de queviures i municions, i emprava el temps en construir un camp que servís de refugi als parcs, i artillar el castell.

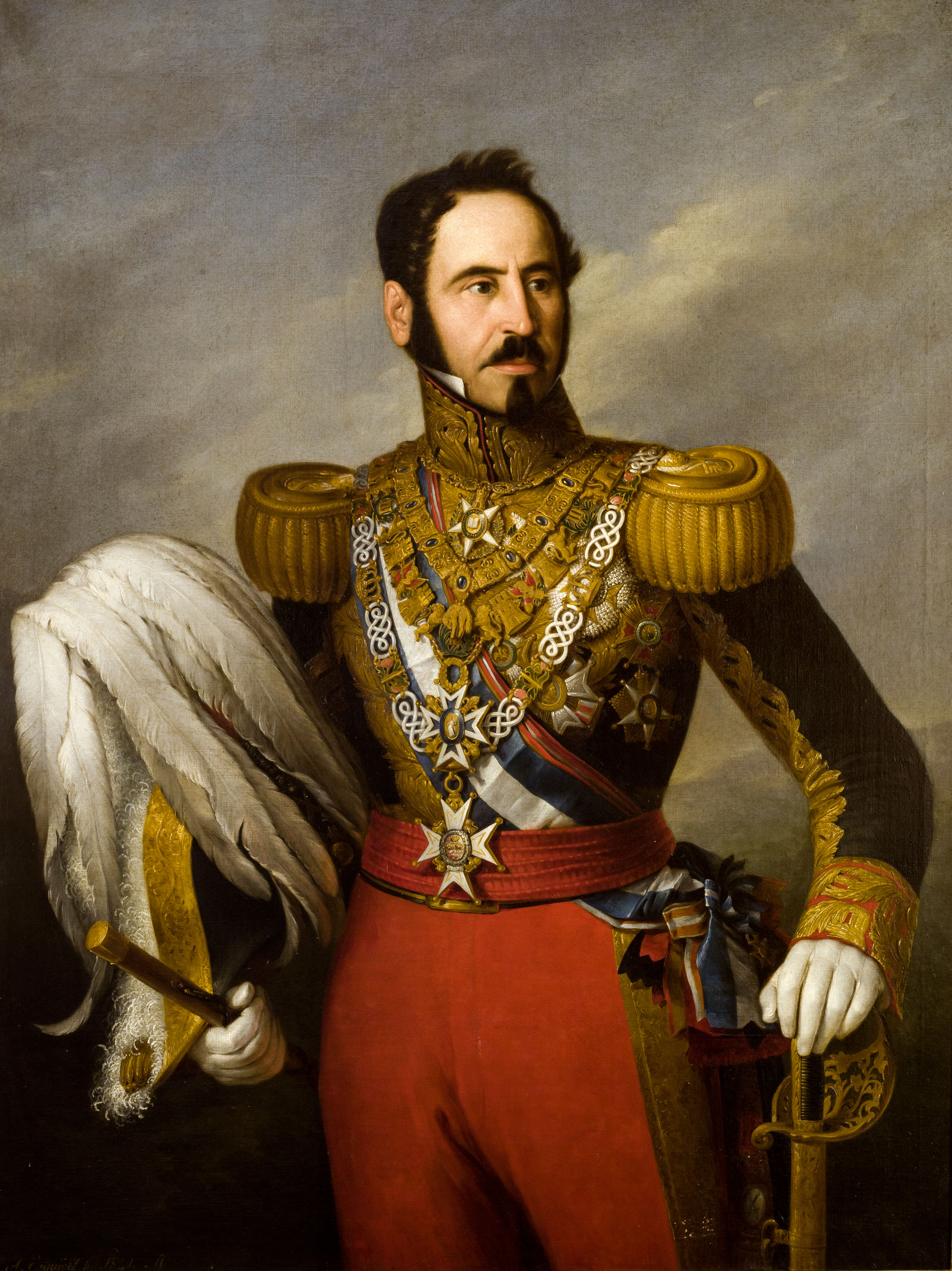
Retrat del general Espartero (1841)

A l'albada del dia 22 es trencà el foc, amb menys intensitat de la precisa, per economitzar munició, doncs malgrat d'haver tornat Zurbano de Vitòria portant tot el que trobà, escassejaven els projectils. Els carlins, que s'adonaren d'aquest fet, començaren a prendre ànims, assolint a posar als liberals en situació quelcom critica. Espartero, sabedor de tot això i comprenent era precís un atac decisiu, no reparà en la forta posició de l'enemic, formà una batalla per masses sis batallons de la Guàrdia reial i un de la 3a divisió, coberts a 40 passes per les companyies respectives de caçadors, situà darrere del centre de la línia la bateria de carril i la de llom, i quan la cavalleria a rereguarda de les ales, excepte una companyia de tiradors que passà contenir les guerrilles, i posant-se al capdavant de les seves forces, menà d'armar la baioneta després d'arengar-los, i al compàs de totes les músiques, ordenà l'atac.
| « | <La cavalleria carlina, expliquen, carregà a les guerrilles, i es travà un abrivat combat, hi hagué moments terribles, i per no patir la impaciència de les vicissituds. Espartero reassumint en si l'èxit de la batalla, i resolt a decidir-la, fent temerària la seva valentia, a la veu de ¡a per ells, nois, ja ha passat el perill!, carregà contra la cavalleria, sense permetre per la seva velocitat més que una descarrega, i donà el triomf a les armes liberals. Els carlins no pogueren, encara que valents, resistir un atac tant heroic, i es declararen vençuts. Entre ells s'introduí el pànic i el desordre; fugiren, i l'enemic victoriós s'apoderà de quatre peces de canó obusser de ferro forjat, que podia presentar-se com a model a qualsevol lloc d'Europa, d'un considerable nombre de presoners, municions, pertrets, tirs de cavalleria i quan podia constituir un complet botí. El nombre de morts fou considerable: uns i altres lamentaren grans pèrdues; havia estat llarg i valent el batallar i no pogué menys de córrer la sang de forma abundant; 600 homes, varen dir alguns, caigueren en un i altre camp.> | » |

La plaça no va poder resistir per més temps després d'aquesta victòria, i la guarnició l'abandonà sense que les tropes liberals s'adonessin del fet. La batalla fou decidida per una brillant càrrega dels hússars comanats pel seu coronel Juan Zabala, que va rebre les majors mostres d'entusiasme d'Espartero en ple camp de batalla, el qual sol·licità de la reina ésser nomenat coronel honorari de tan brillant cos.